# Piaskowice (Bystrzyca Kłodzka)

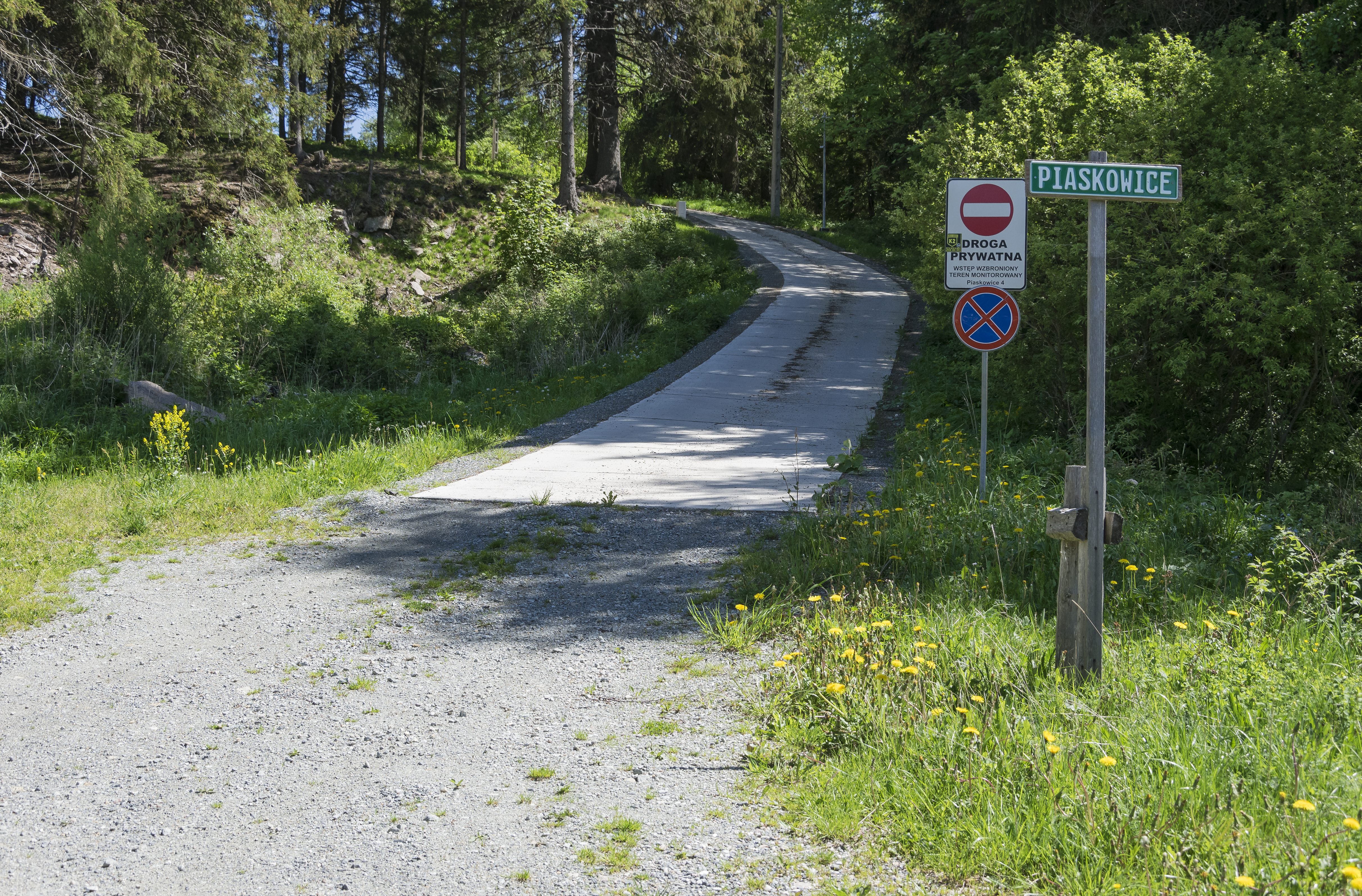
Ortsschild

Piaskowice (deutsch: Friedrichsgrund, auch Friedrichsgrund b. Habelschwerdt) ist ein entvölkertes Dorf im Powiat Kłodzki der Woiwodschaft Niederschlesien in Polen. Das Gebiet gehört zur Stadt- und Landgemeinde Bystrzyca Kłodzka und liegt zwölf Kilometer westlich von Bystrzyca Kłodzka (Habelschwerdt).

## Geographie
Friedrichsgrund liegt im Habelschwerdter Gebirge, nahe der Grenze zu Tschechien, die entlang der Wilden Adler verläuft. Nachbarorte sind Młoty (Hammer) im Nordosten, Spalona (Brand) im Osten, Mostowice (Langenbrück) im Südosten und Lasówka (Kaiserswalde) im Nordwesten. Jenseits der Grenze liegen die Ortschaften Orlické Záhoří im Südosten sowie deren Ortsteile Kunštát (Kronstadt) im Süden und Jadrná (Kerndorf) im Südwesten. Südwestlich von Piaskowice verläuft die Wojewodschaftsstraße 389 von Międzylesie (Mittelwalde) nach Duszniki-Zdrój (Bad Reinerz).

## Geschichte
Friedrichsgrund, das nach dem preußischen König Friedrich II. benannt worden sein soll, wurde um 1750 gegründet. Es gehörte zum Distrikt Habelschwerdt in der Grafschaft Glatz, die bis 1742 unmittelbar zu Böhmen gehörte und 1763 endgültig an Preußen gelangte. Nach der Neugliederung Preußens gehörte es ab 1815 zur Provinz Schlesien und war zunächst dem Landkreis Glatz und ab 1818 dem neu geschaffenen Landkreis Habelschwerdt eingegliedert, mit dem es bis 1945 verbunden blieb. Seit 1874 gehörte die Landgemeinde Friedrichsgrund zum Amtsbezirk Langenbrück. Die Bevölkerung fand zunächst überwiegend Beschäftigung in der nahen Glashütte von Kaiserswalde. In den 1840er Jahren wurde ein Werk für maschinelle Papierherstellung errichtet, das etwa 30 Jahre in Betrieb blieb. Anfang des 20. Jahrhunderts errichteten L. und O. Holub eine Schleiferei, in der Edelsteinimitationen aus Glas hergestellt wurden. Durch ihren Brillantschliff waren die Schmucksteine den echten Brillanten täuschend ähnlich. Sie wurden über den Gablonzer Vertrieb als „Gablonzer Ware“ weltweit vertrieben. Aus wirtschaftlichen Gründen musste der Betrieb vor dem Zweiten Weltkrieg eingestellt werden. 1939 lebten in Friedrichsgrund 285 Einwohner.
Als Folge des Zweiten Weltkriegs fiel Friedrichsgrund 1945 wie fast ganz Schlesien an Polen und wurde in Piaskowice umbenannt. Die deutsche Bevölkerung wurde vertrieben. Die neu angesiedelten Bewohner waren zum Teil Vertriebene aus Ostpolen, das an die Sowjetunion gefallen war. Wegen der abgelegenen Lage verließen sie jedoch in den nächsten Jahrzehnten Piaskowice, wodurch sämtliche Häuser und Gehöfte dem Verfall preisgegeben wurden. Ab 1945 gehörte Piaskowice zum Powiat Bystrzycki (Habelschwerdt), der 1975 aufgelöst wurde. 1975 kam das Gebiet an die neu gebildete Woiwodschaft Wałbrzych (Waldenburg), die bis 1998 bestand.

### Kirchliche Zugehörigkeit
Friedrichsgrund gehörte zunächst zu der in Böhmen gelegenen Pfarrkirche in Kronstadt (tschechisch Kunštát). Nachdem die Grafschaft Glatz 1763 endgültig an Preußen gefallen war, wurden 1780 auf Weisung des preußischen Königs auch die Pfarreigrenzen den politischen Grenzen angepasst. Zusammen mit den Glatzer Ortschaften Langenbrück, Kaiserswalde und Königswalde wurde Friedrichsgrund von der Pfarrkirche Kronstadt getrennt und 1781–1782 für diese Dörfer eine Pfarrkirche in Langenbrück errichtet. Die Finanzierung erfolgte aus Beiträgen der vier Dominien sowie einer Landeskollekte. Die Regulierung der Pfarreigrenzen hatte auch einen Wechsel der Diözesanzugehörigkeit zur Folge: Während die vier Glatzer Dörfer durch ihre Zugehörigkeit zur Pfarrkirche Kronstadt bis 1780 zum Bistum Königgrätz gehörten, kamen sie mit der Errichtung der Pfarrei Langenbrück zum Glatzer Dekanat und damit wieder zum Erzbistum Prag zurück, mit dem das gesamte Glatzer Land bis 1972 verbunden blieb. Danach gelangte es an das Erzbistum Breslau und 2004 an das Bistum Świdnica.